# Feketearcú íbisz

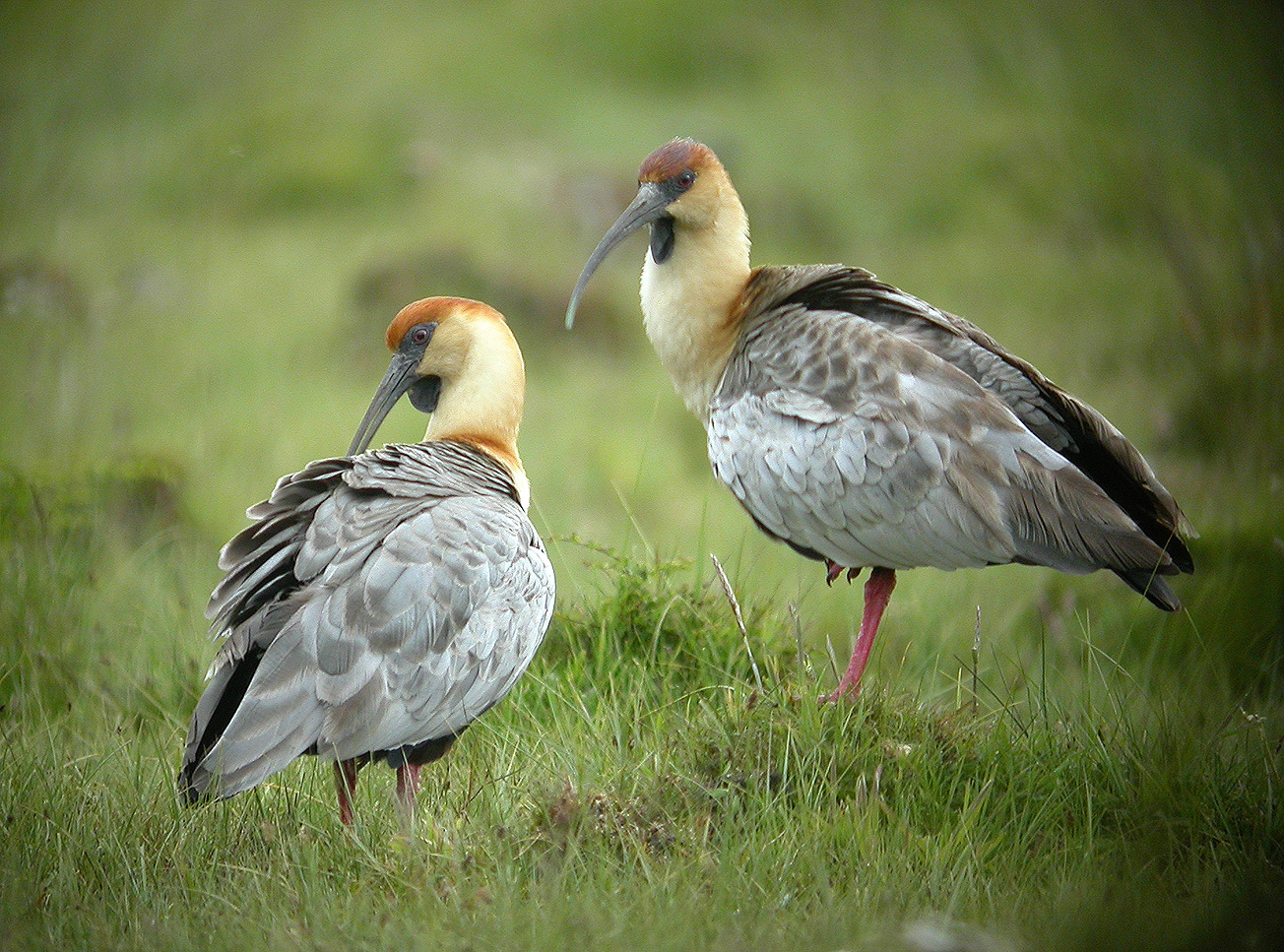
Feketearcú íbiszek

A feketearcú íbisz (Theristicus melanopis) a madarak (Aves) osztályának a gödényalakúak (Pelecaniformes) rendjébe, ezen belül az íbiszfélék (Threskiornithidae) családjába és az íbiszformák (Threskiornithinae) alcsaládjába tartozó faj.
A magyar név forrással nincs megerősítve.

## Rendszertani besorolása
Korábban a feketearcú íbiszt a szerrádó íbisz (Theristicus caudatus) alfajaként tartották számon, azonban manapság a legtöbb rendszerező egyetért abban, hogy e két madár két külön fajt alkot. Továbbá az újonnan elfogadott madárfaj andoki alfaját, az úgynevezett andoki íbiszt (Theristicus branickii) is, egyes kutatók önálló fajnak tekintik, viszont ezt, az ornitológusok többsége elveti.

## Előfordulása
Dél-Amerikában él, Argentína, Bolívia, Chile, Peru és Ecuador magasabban fekvő füves területein és mocsaraiban fordul elő. Barangolásai során eljut a Falkland-szigetekre is.

## Megjelenése
Megjelenésében nagyon emlékeztet közeli rokonára a szerrádó íbiszre (Theresticus caudatus).
A csőre hegyétől a farka végéig 76 centiméter hosszú. Mindkét nem egyforma színezetű. Alapszíne fakó vörösesbarna, szárnyai szürkék, hasa, farka és a csőre fekete, lábai vörösek.

## Életmódja
Kisebb állatokra, így rovarokra, kétéltűekre, kígyókra és apróbb emlősökre vadászgatva ideje java részét a talajszinten tölti.

## Szaporodása
Magas fákra épített fészkébe a tojó 2-4 tojást rak.